# 空知中央バス
空知中央バス株式会社（そらちちゅうおうバス）は、北海道滝川市に本社を置きバス事業などを行う北海道中央バスグループの企業。空知地方北部を中心に営業していた北海道中央バス深川営業所の分社化により設立された。

## 歴史

### 北海道中央バス深川営業所
深川市を中心とする空知地方北部では、北海道中央バスが1949年（昭和24年）9月1日に滝川地方営業部（当時）の傘下に位置する深川営業所を深川市一已町に設置し、営業を行っていた。その後営業所は1960年（昭和35年）9月15日に深川駅前へ移転した後、1965年（昭和40年）10月21日に深川駅より少し離れた5条8番にバスターミナル施設を併設の上で移転した。
1984年（昭和59年）3月31日現在、深川市内に発着する北海道中央バスの一般路線系統は以下の通りである。
深川市内線
深川ターミナル - 曙団地 - 西北星（区間便あり）
深川ターミナル - 教円寺 - 曙団地
滝旭線
滝川ターミナル - 雨竜 - 深川ターミナル - 旭川ターミナル（区間便あり）
滝川ターミナル - 深川ホテル - 旭川ターミナル（区間便あり）
滝深線
滝川駅前 - 音江 - 深川ターミナル（区間便あり）
沼田線
深川ターミナル - 教円寺 - 沼田駅前
芦旭線
芦別ターミナル - 新城 - 旭川ターミナル（区間便あり）
多度志線
深川ターミナル - 深川農高 - 多度志駅前
多度志市街 - 上宇摩
多度志駅前 - 中湯内会館
沼田多度志線
沼田駅前 - 東予 - 多度志市街
沼田駅前 - 更新 - 中島 - 多度志駅前
沼田駅前 - 東予会館 - 多度志市街
沼田駅前 - 更新 - 東予 - 多度志市街
沼田駅前 - 更新 - 東予会館 - 多度志市街
和線
深川ターミナル - 妹背牛ターミナル - 北竜役場 - 竜西（区間便あり）
秩父別線
深川ターミナル - 妹背牛ターミナル - 山10線 - 秩父別役場（区間便あり）
尚武山線
深川ターミナル - 入志別 - 納内 - 尚武山（区間便あり）
深川ターミナル - 五番通 - 納内駅前
更深線
深川ターミナル - 納内 - 更進
深川ターミナル - 青年の家入口 - 更進
東山線
深川ターミナル - 教円寺 - 秩父別役場
深川ターミナル - 深川農高 - 秩父別役場
美葉牛線
深川ターミナル - 深川農高 - 清雲寺

### 深川営業所を分社、北空知バス設立

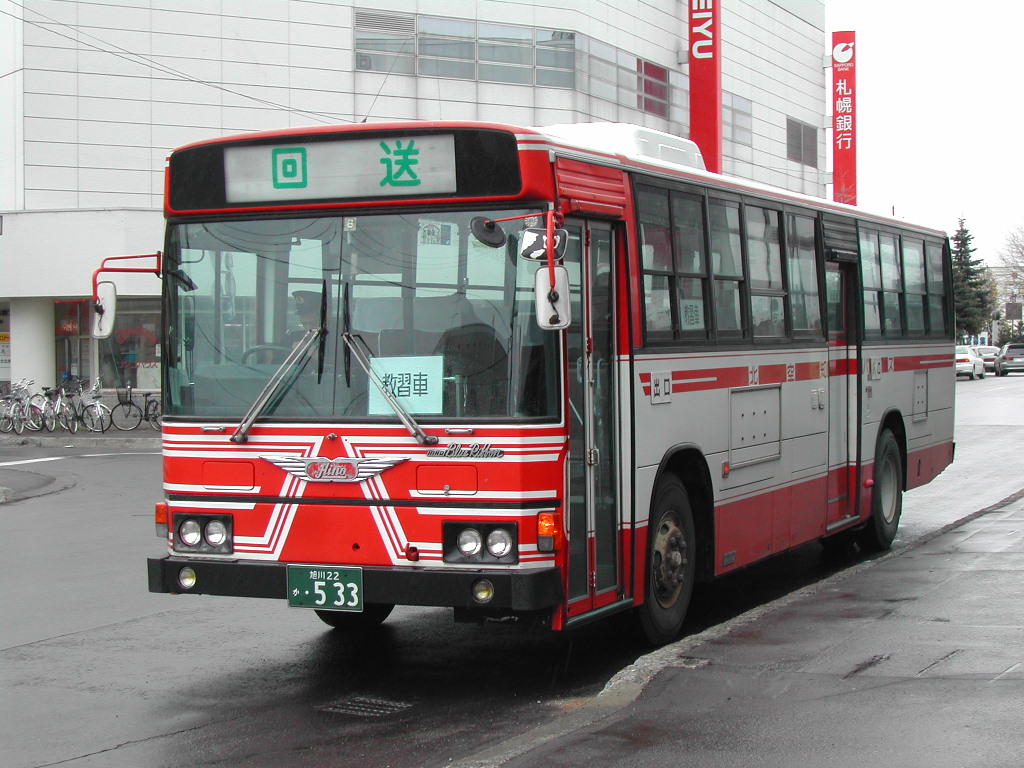
北空知バス路線車（2002年4月）

深川営業所管内では過疎化の進行などによる利用客の減少が著しく、路線維持が困難な状況に陥った。1988年（昭和63年）3月をもって秩父別線を廃止し妹背牛町営バスに移管するなど合理化を進めるに至り、地域に密着した営業体制を敷くべく、1990年（平成2年）2月6日に北海道中央バス100%出資の子会社として北空知バス株式会社を設立。同年4月1日より北海道中央バス深川営業所の業務を譲受し営業を開始した。
北空知バス営業開始時の路線系統は以下の通りである（冬期のみ運行する路線を除く）。
滝深線（雨竜経由）
滝川ターミナル - 雨竜 - 妹背牛ターミナル - 深川ターミナル（深旭線直通の滝川 - 深川 - 納内便あり）
深旭線
深川ターミナル - 納内 - 旭川ターミナル（滝深線直通の妹背牛 - 深川 - 旭川便あり）
沼田線
深川ターミナル - 秩父別役場前 - 沼田駅前
和線
深川ターミナル - 妹背牛ターミナル - 北竜役場前
多度志線
深川ターミナル - 深川農高 - 多度志駅前
沼田多度志線
沼田駅前 - 東予 - 多度志駅前
深川市内線
深川ターミナル - 深川農高 - 曙団地
深川ターミナル←教円寺←曙団地
更深線
深川ターミナル - 納内 - 更進
深川ターミナル←音江分岐点←更進

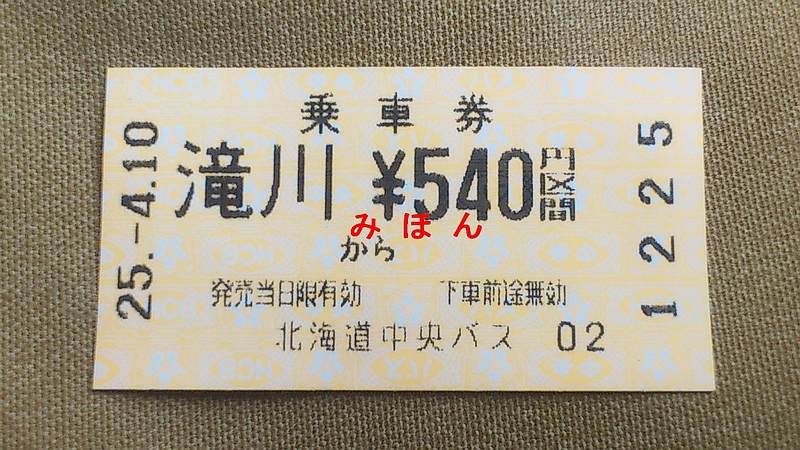
北海道中央バスが発行した空知中央バス路線（滝川から妹背牛まで）の乗車券（2013年4月）

北海道中央バスが運行し深川市内に乗り入れる一般路線は滝深線（音江経由）、特急岩旭線、特急滝旭線、芦旭線となり、両社が併行する区間および深川ターミナルを経由する北海道中央バス路線（高速路線を含む）では、北空知バス発行の乗車券で北海道中央バスに、北海道中央バス発行の乗車券で北空知バスに乗車可能とする共通乗車制度が採られた。

### 年表
- 1990年（平成2年）
  - 2月6日 北空知バス設立[9]。
  - 4月1日 営業開始[7]。
- 1991年（平成3年）4月12日 貸切バス営業開始[10]。
- 1999年（平成11年）11月1日 深川市内循環バスを試験運行（11月14日まで）。
- 2001年（平成13年）4月1日 北海道中央バスより滝川営業所の運行管理を受託。
- 2004年（平成16年）4月1日 本社を滝川市の北海道中央バス空知事業部と同位置に移転し、旧本社営業所は深川営業所に改称。社名を空知中央バスに変更。
- 2005年（平成17年）4月1日 北海道中央バスより岩見沢営業所の運行管理を受託。岩見沢営業所を新設。
- 2007年（平成19年）
  - 4月1日 運賃改定[11]。
  - 8月1日 深川ターミナル廃止による停留所新設、経路変更などを行う[12]。
- 2010年（平成22年）12月1日 運賃改定[13]。
- 2014年（平成26年）4月1日 運賃改定[14]。
- 2019年（平成31年/令和元年） 本社を滝川営業所と同位置に移転。

## 事業所
すべて北海道に所在。
本社、滝川営業所
滝川市新町3丁目2-1 北海道中央バス滝川営業所内
深川営業所
深川市音江町字広里71-12
岩見沢営業所
岩見沢市志文町966-6 北海道中央バス岩見沢営業所内
深川ターミナル（廃止）
深川市5条8-11

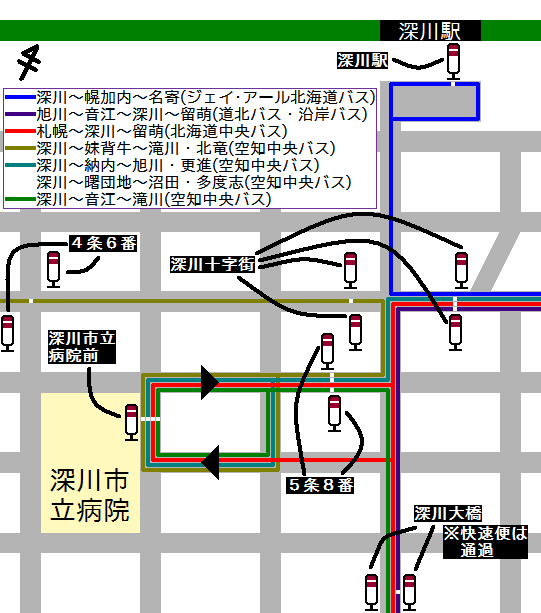
深川ターミナル廃止後の周辺停留所概略図

1965年（昭和40年）10月21日の深川営業所新築移転時に乗り場を併設しバスターミナル機能を持たせた。3階建てビルのうち、1階に窓口や5箇所の乗り場を設置。2階は貸しスペース、3階は女子寮となっていた。
北空知バス発足後は北海道中央バス所有のままで借り受ける形をとり管理を行った。老朽が激しく補修費が経営を圧迫していることから閉鎖する方針を示し、2007年（平成19年）7月31日をもって閉鎖され、施設前に路上停留所の「5条8番」を設置、深川営業所は現在地に移転した。
閉鎖時点では建物の解体時期などが決まっておらず、テナントの一部は営業を継続したが、2008年（平成20年）4月21日をもって営業を終了し、同年10月に解体が始まった。
妹背牛ターミナル（廃止）
雨竜郡妹背牛町字妹背牛479-3
1968年（昭和43年）12月11日に開設、乗り場は1箇所であった。1995年（平成7年）4月1日に廃止された後はターミナル前の路上に停留所を設置した。

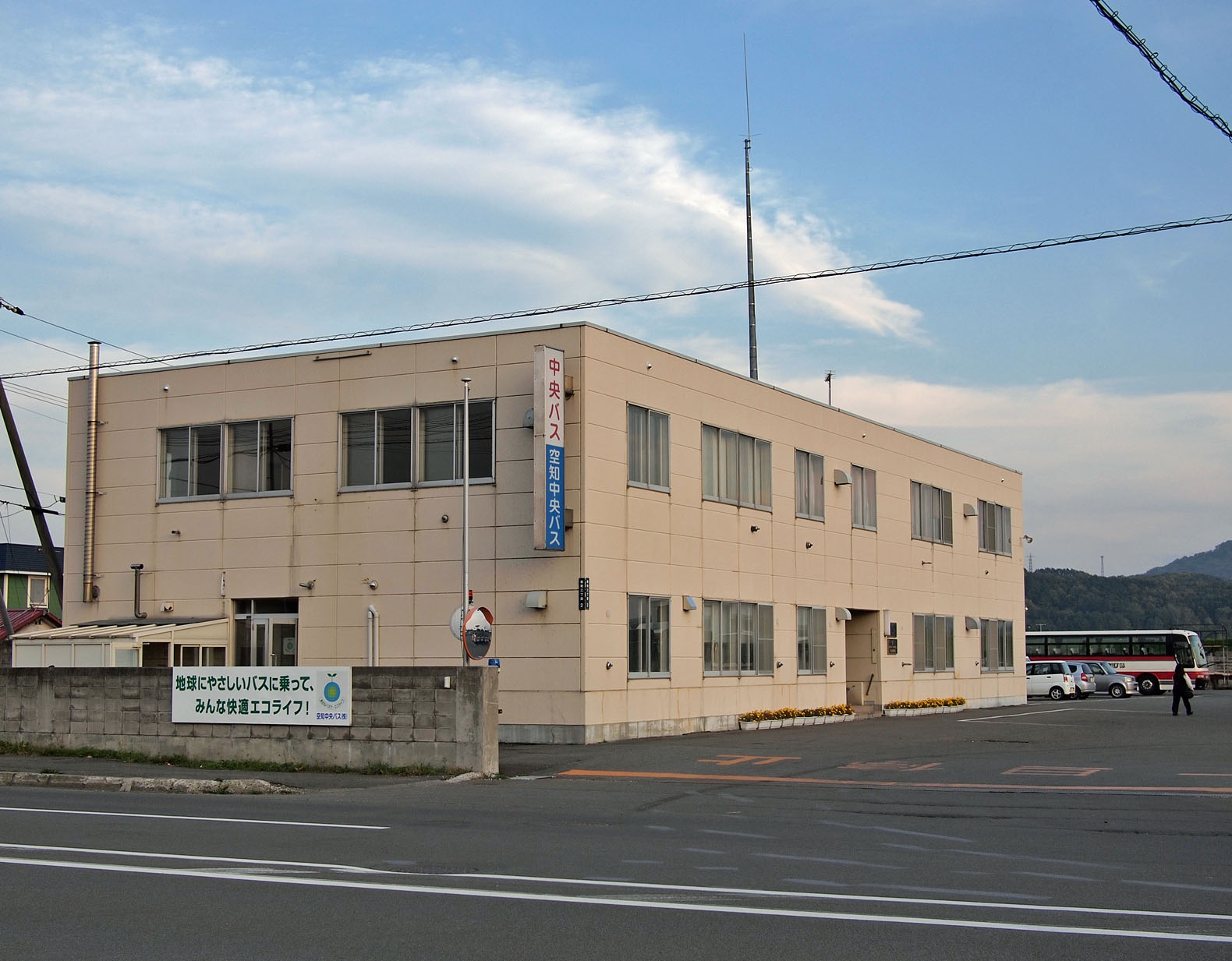
本社、滝川営業所
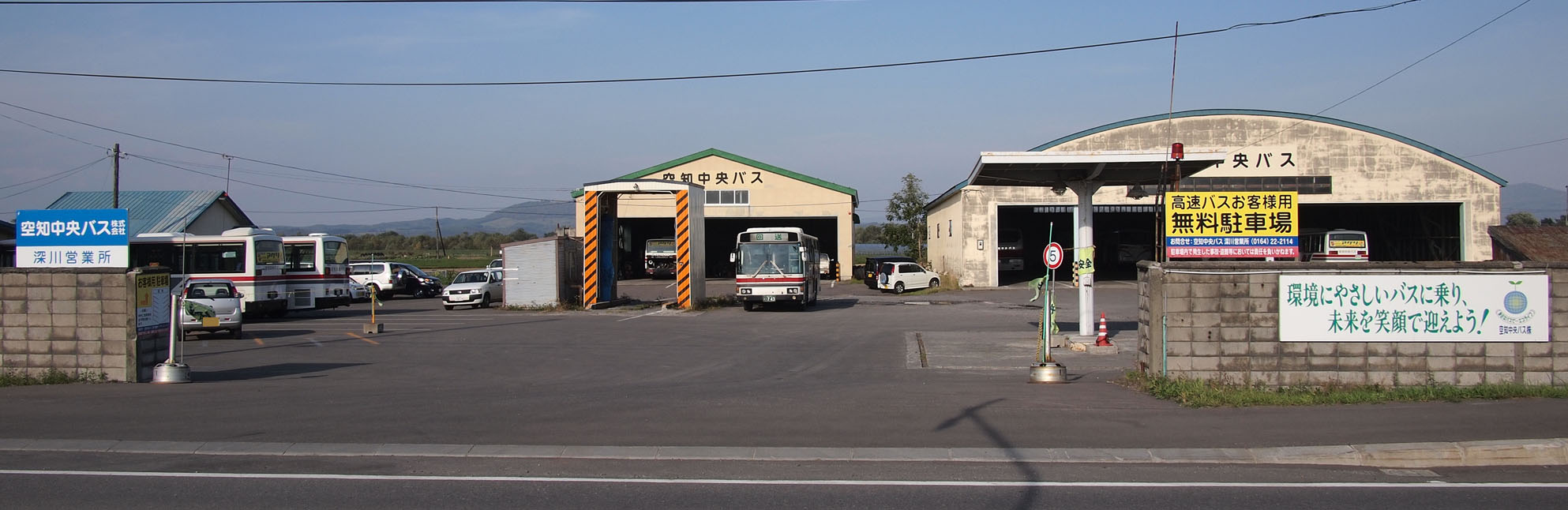
深川営業所
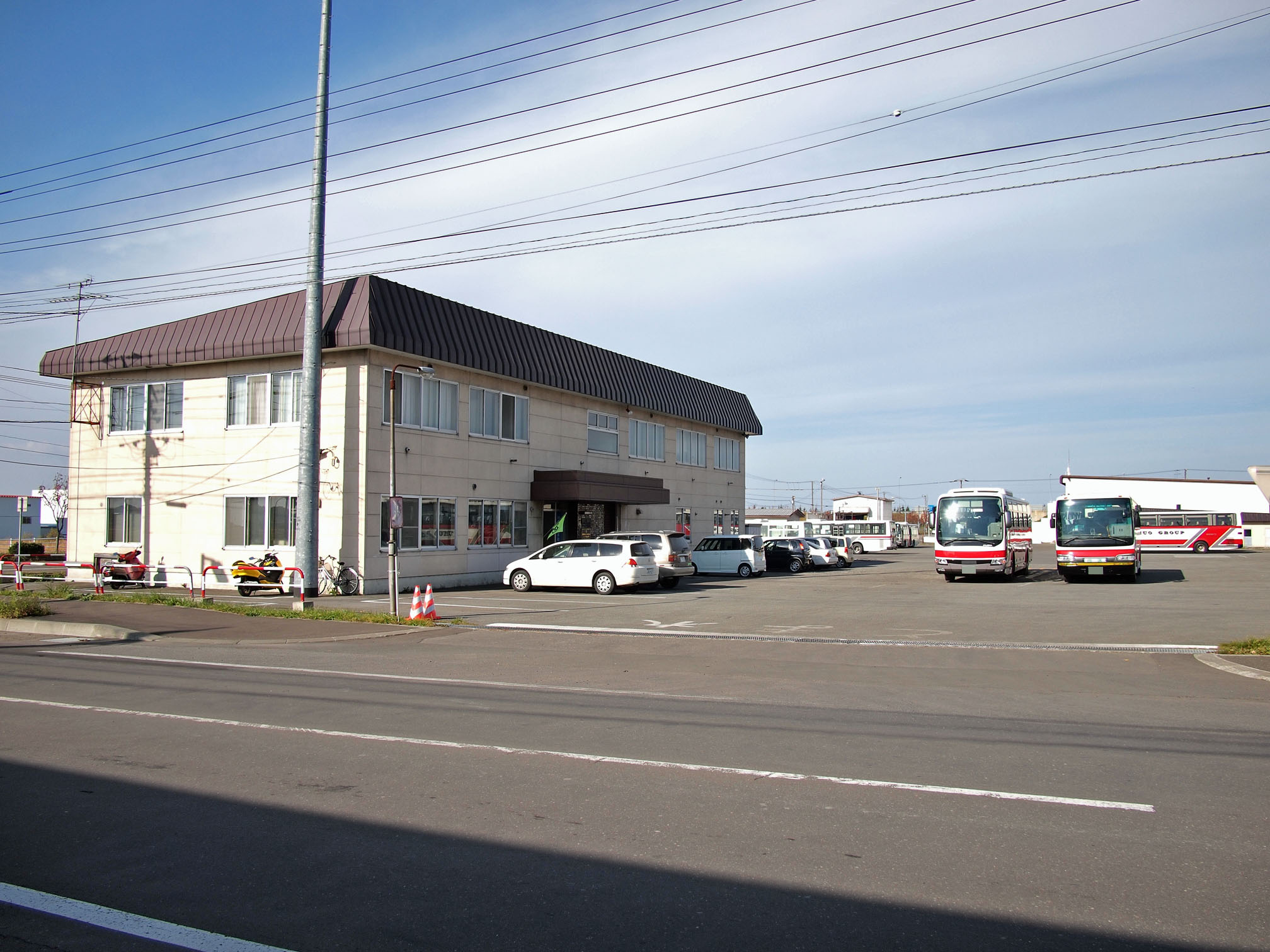
岩見沢営業所
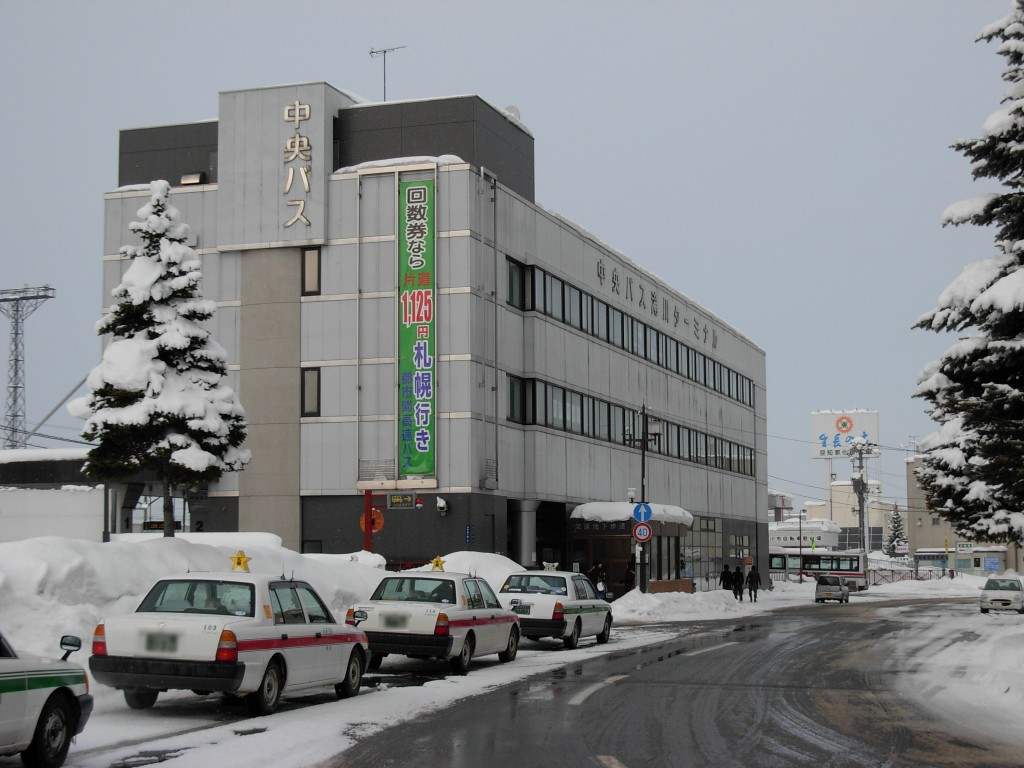
2004年から2019年まで本社が置かれていた旧滝川ターミナル
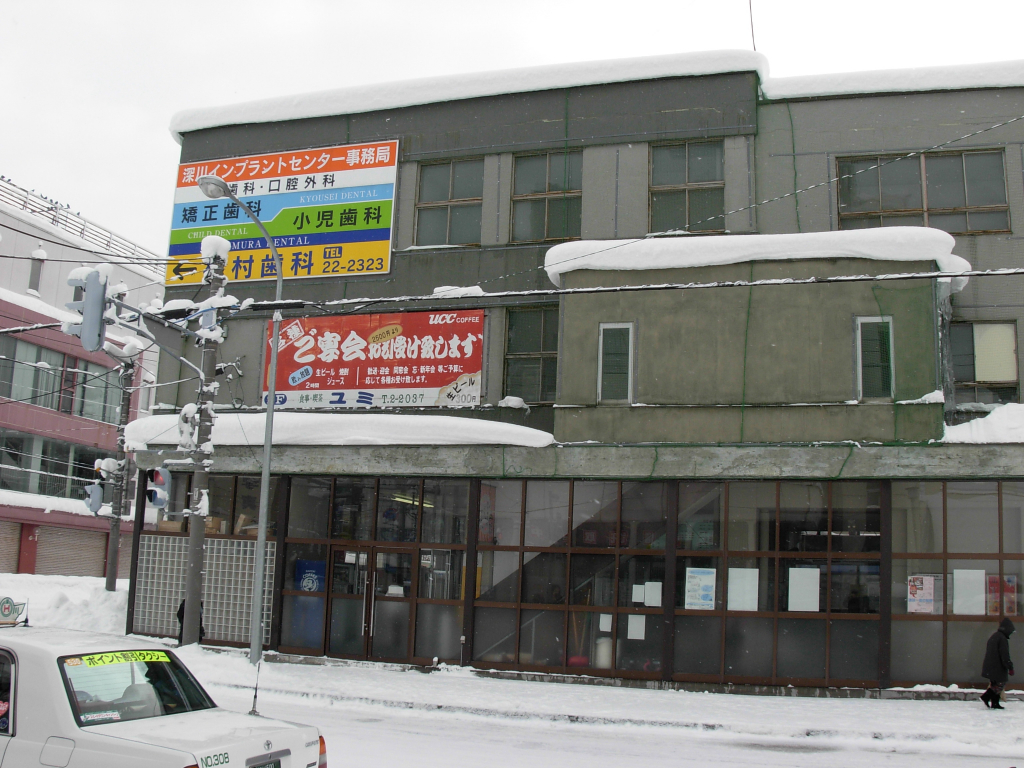
旧・深川営業所、深川ターミナル（2007年1月）
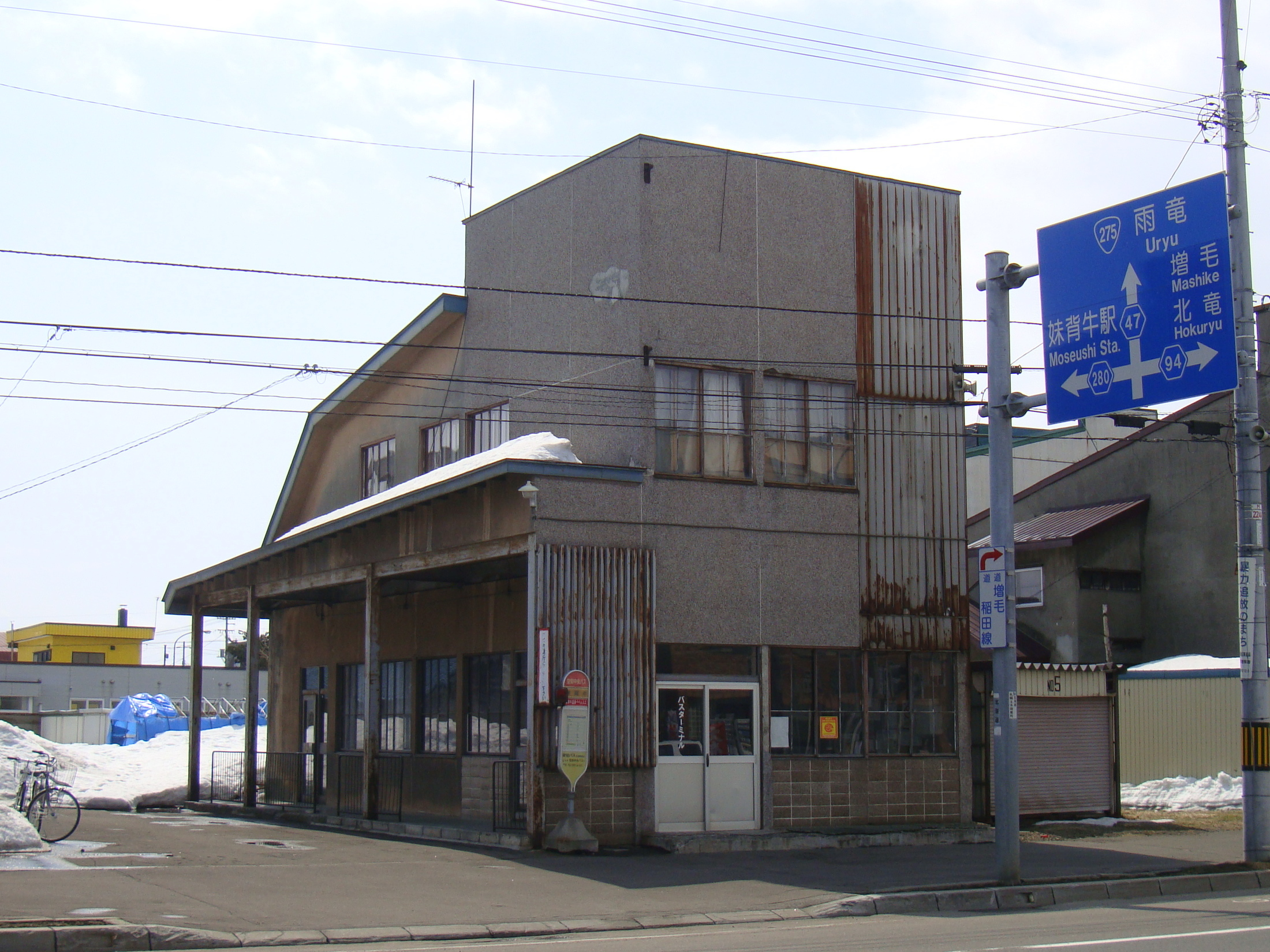
妹背牛ターミナル（2013年4月）

## 路線バス

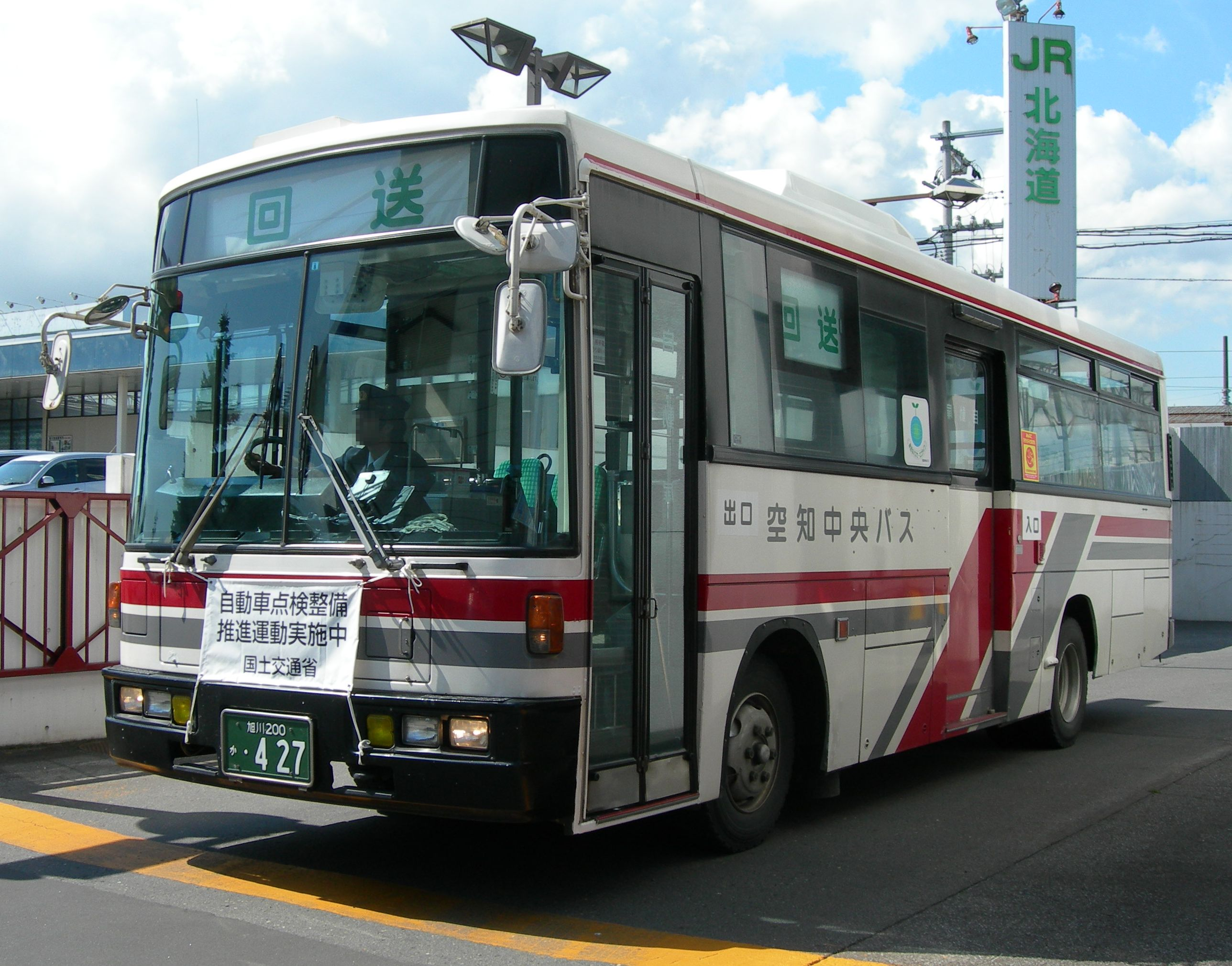
路線バス（滝川ターミナル）

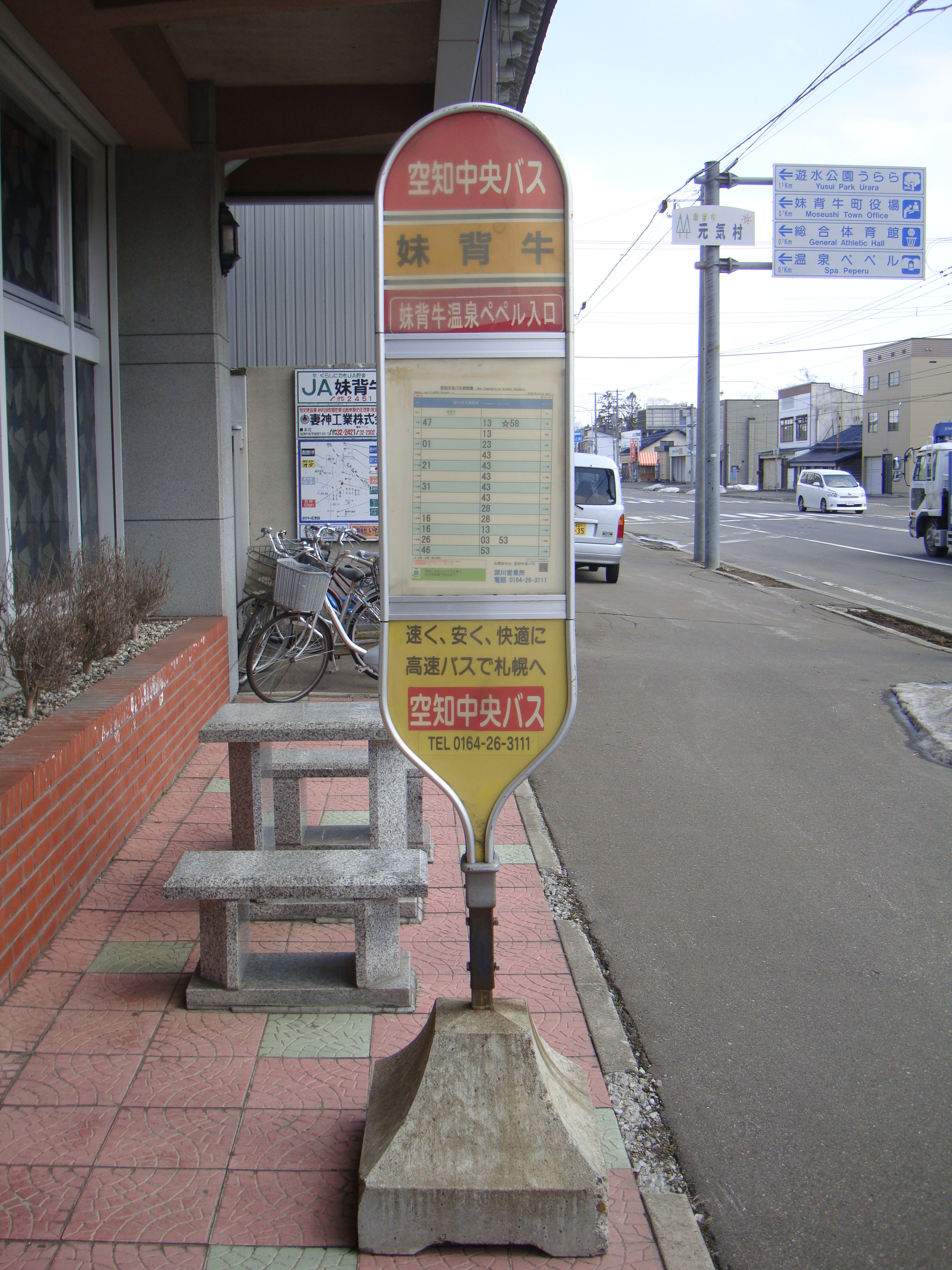
停留所の一例（妹背牛）

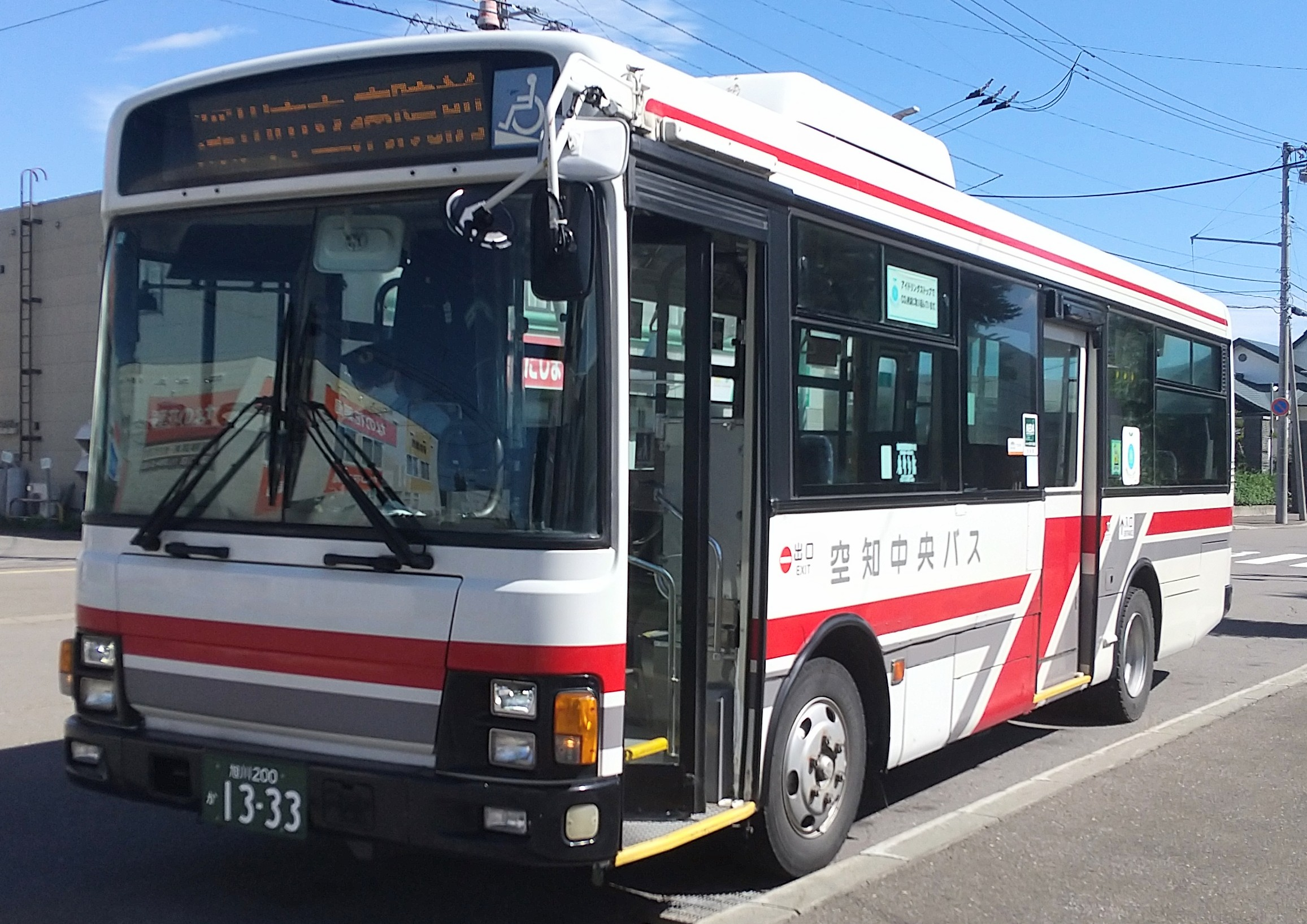
ノンステップバス（深川市立病院前）

一般路線バス車両は2017年（平成29年）3月31日現在で20台（滝川営業所6台、深川営業所14台）保有。
2021年（令和3年）10月1日現在の運行路線は以下の通り。

### （深川市内）循環線
- （深川市立病院前→深川駅） - 深川十字街 - 深川市役所 - 一已8丁目 - 一已小学校 - 桜坂 - 曙団地 - 深川第一病院前 - 北光団地 - 生きがい文化センター - 深川西高前 - 深川東高前 - （深川市立病院前→深川駅）

2019年（平成31年）4月1日本格運行開始。両方向とも、深川市立病院前始発・深川駅経由、深川市立病院前経由・深川駅行となる。

#### 2015年度の試験運行
2015年（平成27年）11月1日から同年12月30日まで、深川市地域公共交通活性化協議会が主体となり空知中央バスが受託する形で市内循環線の運行と西北星線の延伸が行われた。
市内循環線は深川市内線の一部便を振り替える形で、
- 深川市立病院前 - 深川十字街 - 4条11番 - 深川第一病院 - 曙団地 - 市営住宅前 - 深川市役所 - 4条11番 - 深川十字街 - 深川市立病院前 - 深川西高前 - 拓殖大学 - 新光町 - 深川市立病院前

で、曙団地先回り、拓殖大学先回りそれぞれが運行された。深川市内線と異なる点は、深川市立病院前 - 深川十字街間で深川駅前立ち寄り、4条11番 - 曙団地間の往路・復路で別経路、拓殖大学方面乗り入れなどがある。

#### 2018年度の試験運行
2018年（平成30年）4月1日より再度の試験運行が1年間行われた。従前と同様に深川市内線は運休となる。
運行経路は本格運行と同一。2015年（平成27年）試験運行との相違点は、拓殖大学乗り入れ取りやめ、北光団地方面から中心部へ戻らず鉄北を経由し深川西高校へ至る、などがある。

### 西北星線・多度志線
- （西北星線）深川西高前 - 深川市立病院前 - 深川十字街 - 深川市役所 - 桜坂 - 市営住宅前 - 曙団地 - 北新公民館 - 西北星
- （多度志線）深川市立病院前 - 深川十字街 - 深川市役所 - 桜坂 - 市営住宅前 - 曙団地 - 中の沢 - 多度志

深川市の中心市街地や深川市役所を経由し、郊外の曙団地を結ぶ路線。西北星系統は、11月1日から3月31日までの平日のみ運行（かつては通年運行していた）。深川市立病院前 - 曙団地間は同一経路で運行。深川市内線（休止中）は一部異なっていた。
曙団地から沼田線の経路に入り秩父別役場まで直通運転する系統や、曙団地から教円寺（現：深川第一病院）を経由して深川ターミナルへ向かう系統も存在したが、いずれも2003年4月1日のダイヤ改正で廃止された。
多度志線の深川市役所 - 多度志間は深名線 (ジェイ・アール北海道バス)と競合する（ただし、途中の経路は異なる）。
西北星線は循環線2015年度試験運行時に一部便を深川西高前発着とし、深川市立病院前から西北星までは通常の経路で運行。冬期間の通学利便性向上から試験運行終了後も延長運行を継続した。以降、試験運行期間外および本格運行開始後も一部便が深川西高前発着となっている。

### 滝深線・深滝線
分社前は音江経由・雨竜経由ともに「滝深線」と表記していたが、分社後は雨竜経由のみ公式サイトや配布用時刻表で「深滝線」と表記している。
両系統ともに、滝川市内の一部区間で中央バス（滝川市内線・滝川ふれ愛の里線・滝新線など）と競合するほか、雨竜経由は滝川ターミナル - 雨竜 - 追分（追分市街）間で中央バス滝川北竜線と競合（ただし滝川駅前 - 雨竜間の経路は異なる）、音江経由は広里町1丁目 - 音江分岐点間で道北バス・沿岸バス（旭川留萌線）と競合する。

#### 滝深線（音江経由）
- 深川市立病院前 - 広里町1丁目 - 深川営業所[注 1] - 音江分岐点 - 音江 - 向陽 - 稲田 - 江部乙中央通 - 滝川工業高校 - 市役所通 - 滝川駅前

深川市郊外の音江地区を経由し、運行経路の大部分が国道12号に沿っている。空知中央バスの路線では唯一、「深川十字街」停留所を経由しない。
- 2008年4月1日、音江農協→音江、音江→深川市立病院の区間便を廃止[31]。
- 2011年4月1日 、江部乙線（滝川ターミナル→江部乙中央通の区間便）を北海道中央バスより移管のうえ、路線名も「滝深線」に一本化[32]。

#### 深滝線（雨竜経由）
- 深川市立病院前 - 深川十字街 - 菊水中央 - 妹背牛 - 追分 - 雨竜 - 江竜橋 -  江部乙町西12丁目 - 江部乙中央通 - （音江経由と同経路） - 滝川駅前

深川 - 江部乙間は北海道道47号深川雨竜線・国道275号を経由し、妹背牛町・雨竜町を通過する経路。納内 - 深川 - 滝川や旭川 - 深川 - 妹背牛商高前（現：妹背牛診療所）など区間便や他路線直通系統も設定されていたが、2003年4月1日までに相次いで廃止された。
- 2012年10月1日、西14丁目 - 江部乙中央通間の経路を変更。

### 沼田線
- 深川市立病院前 - 深川十字街 - 北光町1丁目 - 深川第一病院 - 曙団地入口 - 秩父別IC入口 - ちっぷゆう&ゆ入口 - 秩父別役場 - 6条3丁目 - 旭町 - 沼田駅前

経路の大部分が国道233号に沿っている。並行する留萌本線よりも運行本数は多く、かつては日中を中心に30分間隔で運行していた時期もあったが、利用客の減少により減便が進んでいる。
深川十字街 - 2条3丁目間で道北バス・沿岸バス（旭川留萌線）と競合する。運賃はそれぞれ独自に設定しているため両者で運賃が異なるほか、一部の停留所は同じ場所でも名称が異なる。
- 1997年4月1日、深川ターミナル - 秩父別役場の区間便を設定。
- 1999年12月1日、一部便を旭川ターミナルまで直通運行し、「旭川沼田線」として新設。
- 2003年4月1日、深川ターミナル - 秩父別役場の区間便と旭川沼田線を廃止。

### 深旭線

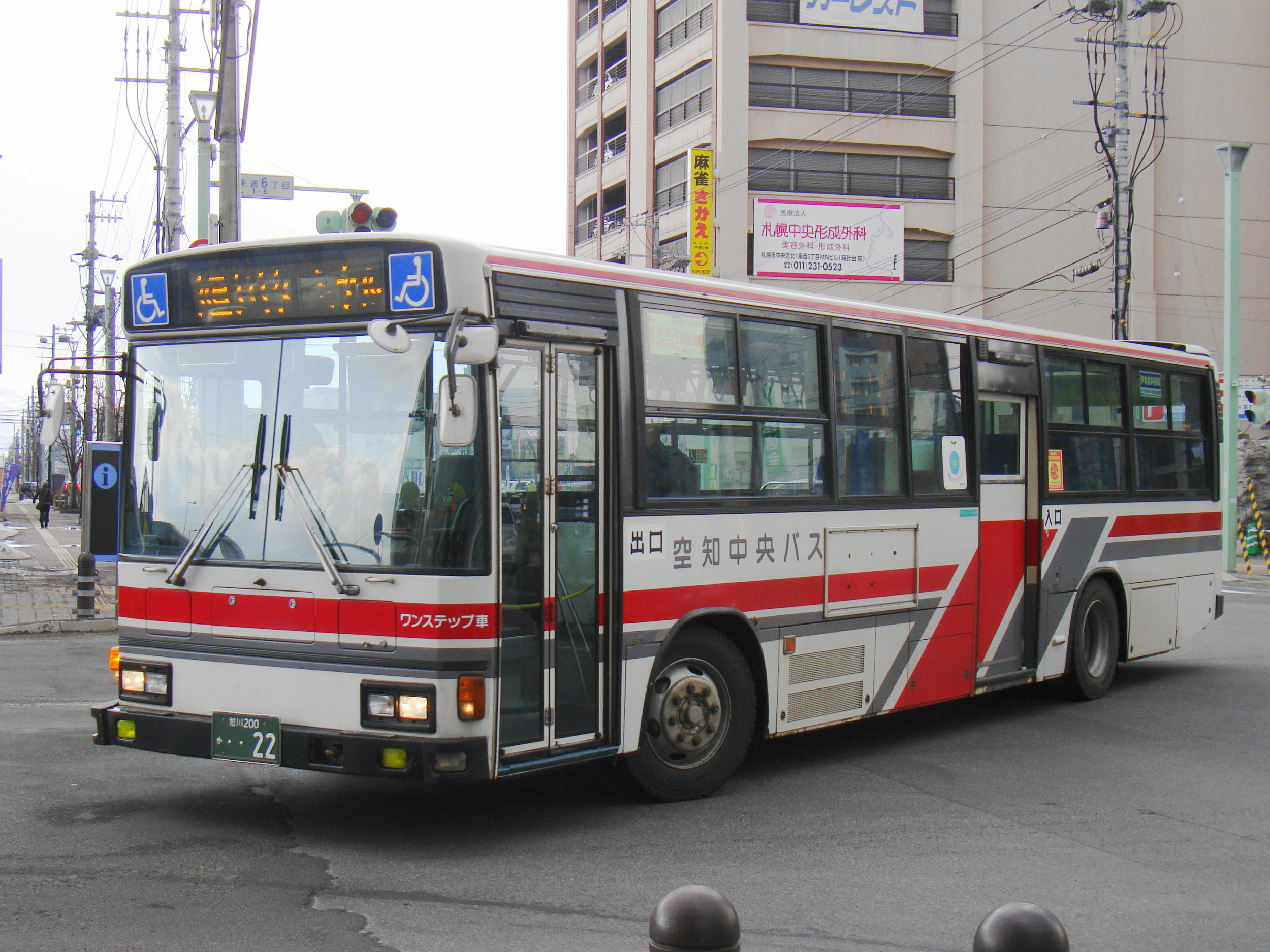
旭川ターミナル付近にて

- 深川市立病院前 - 深川十字街 - 深川市役所 - 入志別 - 納内 - 神居古潭神社前 - 台場中央 - 高砂台入口 - 神居2条10丁目 - 1条7丁目 - 旭川駅前

1997年（平成9年）4月1日より北海道中央バス特急滝旭線（滝川 - 深川 - 旭川）が普通便となり2社運行体制となっていたが、北海道中央バス便は滝川 - 深川間の移管による深川 - 旭川間への短縮を経て2004年（平成16年）12月1日に廃止され、空知中央バス運行に一本化された。
2018年（平成30年）6月21日の旭川ターミナル廃止により旭川駅前バスタッチ発着に変更し、旧ターミナル前に1条7丁目停留所を新設。乗車券発売などはTsuruha Bldg.（ツルハビル）旭川駅前内の道北バス旭川駅前営業所が行う。
深川十字街 - 旭川間で道北バス・沿岸バス（旭川留萌線）と競合する（深川十字街 - 神居古潭神社前間の経路は異なる）。また2021年10月1日のダイヤ改正までは神居古潭神社前 - 旭川駅前間で北海道中央バス（芦旭線）と競合していたものの、同路線が廃止され、かつ代替で設定された旭川電気軌道豊里線は当路線との並走区間のみでの利用が不可能（クローズドドアシステム）なため、競合路線とはなっていない。

### 休廃止路線
北竜線
- 深川市立病院前 - （深滝線と同経路） - 妹背牛 - 妹背牛役場入口 - 小藤コミュニティセンター - 和 - 北竜役場 - 北竜温泉

戦前の1929年（昭和4年）に原型となる路線が開設された。かつては深川ターミナル - 北竜役場間の運行を基本としつつ、1日数便「深川ターミナル - 北竜役場 - 竜西」という系統も設定されていた。北竜役場 - 北竜温泉間は中央バス（滝川北竜線）と競合していた。
- 1983年12月1日、「御料」停留所を「竜西」に名称変更。
- 1988年12月1日、北竜役場 - 竜西間を廃止。
- 1995年9月1日、北竜役場 - 北竜温泉間を延長。
- 2012年10月1日、路線名を「和線」から「北竜線」に改称[35]。
- 2024年4月1日、廃止。代替として北竜町営バスが「北竜妹背牛線」を運行[36][37]。

更進線（休止中）
- 深川市立病院前 - （深旭線と同経路） - 納内 - 納内小学校 - 内園 - 内大部分岐点 - 更進

内園 - 内大部分岐点間は道北バス・沿岸バス（旭川留萌線）と競合。内大部分岐点 - 更進間は北海道中央バス（芦旭線）と競合していたものの、芦旭線廃止（前述）に伴う代替路線である旭川電気軌道豊里線が経路を変更したため、競合しなくなっている。
- 2001年12月1日：音江分岐点経由の1便を納内経由に変更、これにより音江分岐点経由が廃止され全便納内経由に一本化。
- 2012年10月1日：現路線名に改称[35]。
- 2021年10月1日 - 2022年9月28日：深川市のデマンド交通（乗合タクシー）実証実験実施に伴い休止[38][39]。

深川市内線（休止中）
- 深川市立病院前 - 深川十字街 - 深川市役所 - 桜坂 - 市営住宅前 - （→あけぼの3号線[注 3]→） - 曙団地
  - 深川市内循環線運行により休止。

深川スキー場線
- 深川ターミナル - 深川スキー場
  - 2000年12月1日廃止。スキー場の営業期間のみ運行していた。

沼田多度志線
- 沼田駅前 - 共成 - 東予 - 多度志 - 多度志市街
  - 2003年7月1日に廃止され、沼田町営バスに移管された。

滝浜線・浜益村内線
- （滝浜線）滝川ターミナル - 橋本町 - 新十津川役場 - 上吉野団地 - 盤の沢 - 柏木 - 浜益 - 幌 - 千代志別 - 雄冬
- （浜益村内線）濃昼 - 毘砂別 - 柏木 - 浜益 - 幌 - 千代志別 - 雄冬
- （浜益村内線）泥川 - 盤の沢 - 柏木 - 浜益 - 幌 - 千代志別 - 雄冬
  - 2002年4月1日に北海道中央バスより譲受。2003年10月1日より滝浜線を廃止代替バス（いわゆる「21条バス」）へ移行し引き続き空知中央バスが運行を担当。2007年4月1日に全線廃止され、石狩市の自治体バスに移管。
  - 滝川ターミナル - 上吉野団地間は北海道中央バスが「総進線」として滝浜線移管後も引き続き運行していたが、2013年4月1日付で廃止され乗合タクシーへ移管[40][41]。

## 貸切バス
貸切バス車両は13台保有。事業は通常は札幌運輸支局管内全域、旭川運輸支局管内のうち旭川市、深川市、留萌市、富良野市、石狩国上川郡、雨竜郡、空知郡、増毛郡、留萌郡、勇払郡、室蘭運輸支局管内のうち苫小牧市、勇払郡での発着が認められているが、貸切バス事業者安全性評価認定制度による優良事業者に限定した営業区域の弾力的な運用の特例で北海道全域となっている。
冬季を中心に拓殖大学北海道短期大学の学生用送迎バス運行を受託するほか、2003年（平成15年）から2006年（平成18年）3月31日までアグリ工房まあぶの送迎バス運行を受託していた。
深川市、歌志内市が保有するバスの運行・管理を受託する。

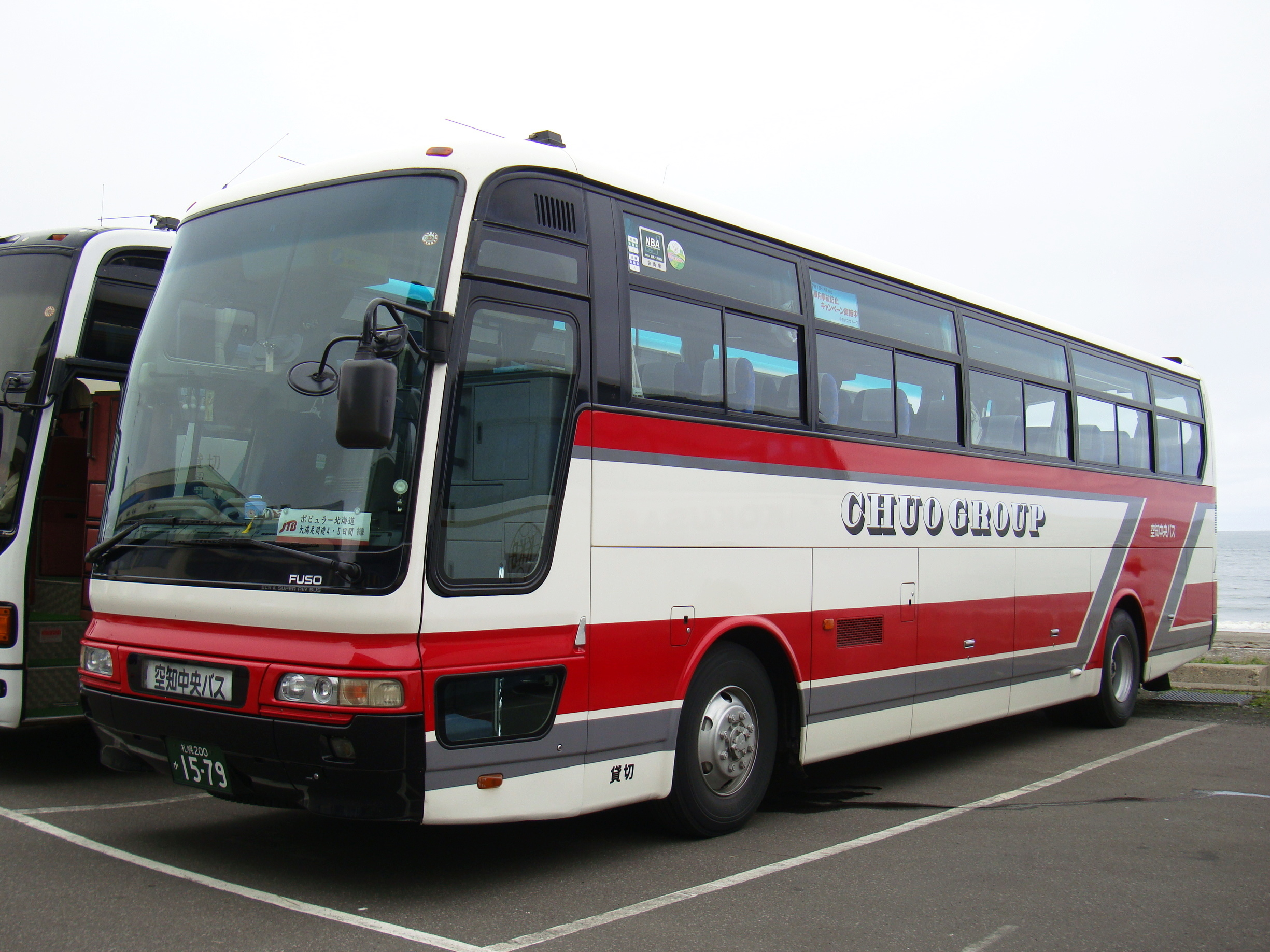
貸切バス
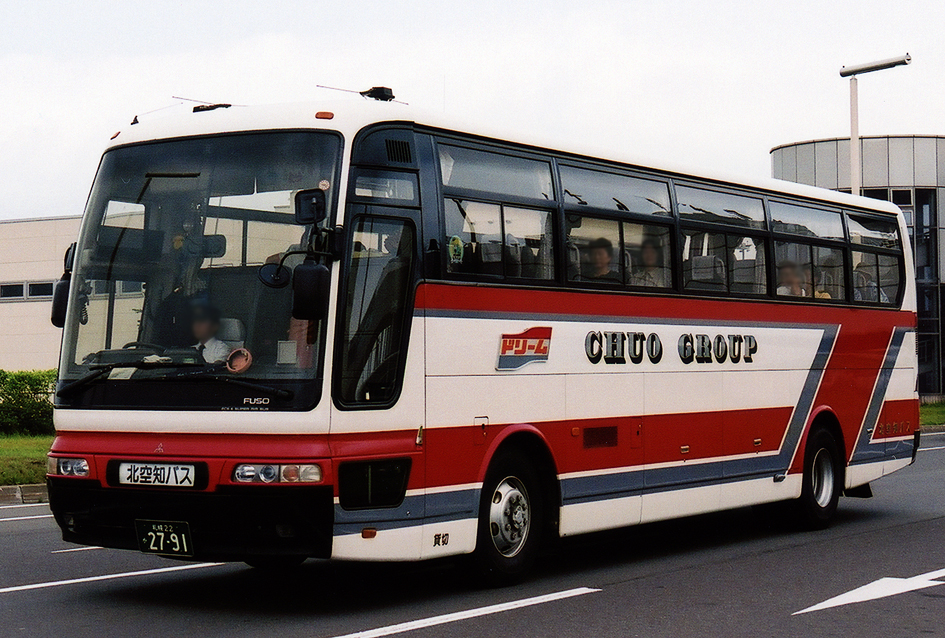
北空知バス CHUO GROUP表記の三菱ふそう・エアロクィーンＩ
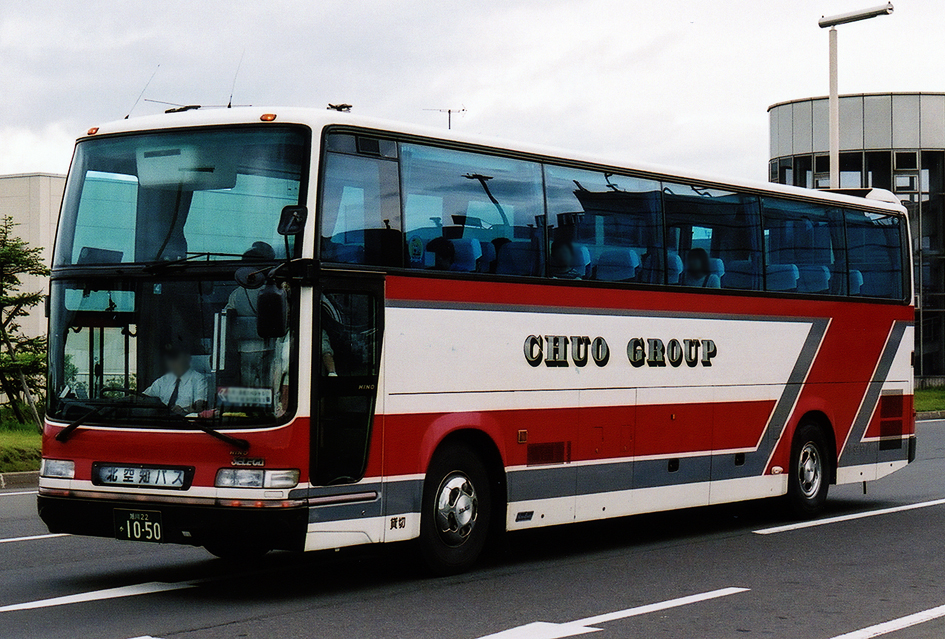
北空知バス CHUO GROUP表記の日野・セレガGJ
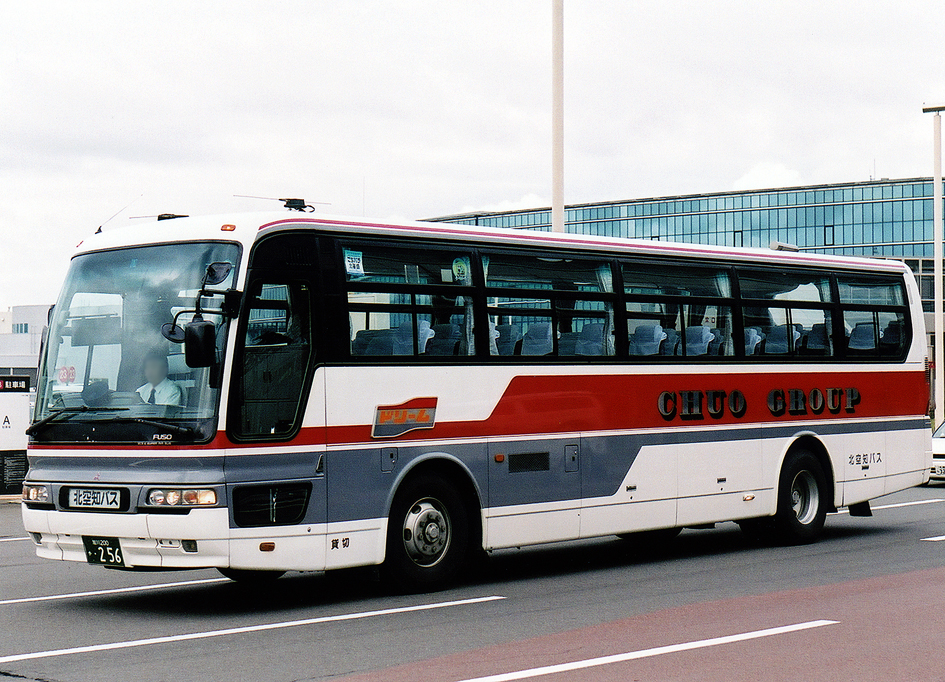
北空知バス CHUO GROUP表記の三菱ふそう・ニューエアロバスHD車